# Bob Kane
Bob Kane   (Nova York, 24 d'octubre de 1915 - Los Angeles, 3 de novembre de 1998) fou un autor de còmics novaiorqués, creador l'any 1939 —junt amb Bill Finger— del personatge de Batman per a DC Comics,
encara que, en el contracte signat amb DC, Kane figurava com a l'únic autor.
Finger i Kane també s'atribuïren la creació del seu principal antagonista, el Joker, que els historiadors acrediten a Jerry Robinson.
El pare de Kane, que treballava en el New York Daily News, portava tots els dies una còpia del diari a casa i Bob, amb deu anys, copiava les tires còmiques a la perfecció.
Company d'educació secundària de Will Eisner, amb el qual col·laborà en la publicació de llur institut, l'any 1936 ambdós entraren a treballar en la revista WOW What a Magazine!, dirigida per Jerry Iger:
A Kane no li agradava treballar en equip, qualitat indispensable per als altres dos, així que ho feu com a col·laborador extern fins que començà a treballar per a Vin Sullivan com a reomplidor de vinyetes fins que conegué a Bill Finger, sabater de professió però escriptor de vocació, el qual acceptà col·laborar com a guionista de les seues obres.
L'any 1938, Kane començà a dibuixar vinyetes d'humor per a DC.
La creació del Batman fou un encàrrec de Detective Comics per a competir amb el Superman d'Action Comics: la idea d'un «home-ratpenat» l'hauria tinguda Kane en entrar-li una rata penada per la finestra de l'estudi; els dibuixos de l'Orthopter de Leonardo da Vinci haurien contribuït al disseny del personatge.
Segons l'historiador Marc Tyler Nobleman, l'única contribució de Kane hauria sigut la idea inicial i un esbós del vestit que, en acabant, Bill Finger s'encarregà de perfilar com a guionista mentre ell s'encarregava del dibuix; en acabant, quan començà a haver molt de volum de treball, Kane contractà altres dibuixants no acreditats: de fet, fins 2015 Kane sempre aparegué com l'únic creador de Batman, un tracte de favor que DC li concedí quan els creadors de Superman, Jerry Siegel i Joe Shuster, volgueren comptar amb ell per a una demanda conjunta pels drets d'explotació de llurs superherois, però Kane els traí davant la companyia